# James Carnegie (9e comte de Southesk)
James Carnegie (16 novembre 1827 - 21 février 1905) est un noble, explorateur et poète écossais. Il a le titre de 9e comte de Southesk.

## Jeunesse
Né à Édimbourg, le 16 novembre 1827, il est le fils de Sir James Carnegie, 5e baronnet et de Charlotte Lysons, fille du révérend Daniel Lysons. Il fréquente l'Académie d'Édimbourg, et reçoit sa formation militaire à l'Académie royale militaire de Sandhurst et en 1845 rejoint le 92e Régiment de fantassins, avant d'être muté aux Grenadier Guards l'année suivante, où il sert pendant trois ans. En 1849, il est nommé Lord Lieutenant du Kincardineshire, poste qu'il conserve jusqu'en 1856, date à laquelle il vend ses terres dans le Kincardineshire.
Par son arrière-arrière-arrière-grand-père, qui est le quatrième fils de David Carnegie, 1er comte de Southesk, James est l'héritier du comté de Southesk et de la seigneurie de Carnegie. Le cinquième comte est impliqué dans le soulèvement jacobite de 1715 et a été mis hors la loi, avec ses titres et ses domaines confisqués. Cependant, en 1855, Sir James Carnegie obtient une levée de la mise hors la loi de son parent par une loi du Parlement et est devenu le neuvième comte de Southesk. Il occupe le poste de Lord Lieutenant du Kincardineshire entre 1849 et 1856. Il devient 6e baronnet Carnegie, de Pittarrow, co. Kincardine le 30 janvier 1849 et 9e Lord Carnegie de Kinnaird le 2 juillet 1855. Il est créé 1er baron Balinhard, de Farnell, Forfar le 7 décembre 1869. Il est aussi sous-lieutenant du Forfarshire .

## Mariage
En 1849, il épouse Lady Catherine Hamilton Noel (1829–1855), fille de Charles Noel (1er comte de Gainsborough) le 19 juin 1849 à Exton Park, Rutland, Angleterre. Ils ont un fils et trois filles, avant la mort de Catherine en 1855 à l'âge de vingt-six ans. En 1860, il se remarie avec Lady Susan Catherine Mary Murray (1837–1915), fille aînée d'Alexander Murray (6e comte de Dunmore). Ils ont trois fils et quatre filles. Lord Southesk est décédé en février 1905, à l'âge de soixante-dix-sept ans. Il est remplacé par son fils de son premier mariage, Charles Noel Carnegie.
Il a eu : David Wynford Carnegie (en) ; Lady Dora Susan de Rodakowski-Rivers; Katherine Agnes Blanche Carnegie; Sir Lancelot Carnegie (en), GCVO, KCMG; Constance Mary, comtesse d'Elgin; Charles Noel Carnegie, 10e comte de Southesk; Lady Arabella Charlotte Romilly et Lady Beatrice Diana Cecilia Diana Cecillia Stewart .

## Expédition canadienne de 1859
En 1859, après la mort de sa femme, on lui conseille, pour améliorer sa santé, de se rendre dans un endroit où il pourrait mener une vie en plein air et chasser. En 1859, à l'âge de 32 ans, il entreprend un voyage dans l'Ouest canadien .
Il quitte Liverpool le 15 avril 1859 sur un bateau à aubes Cunard appelé «l'Afrique» pour l'Amérique du Nord. Finalement, il s'est retrouvé à St. Paul, au Minnesota, le point de départ de son expédition, puis continue vers le nord jusqu'à Fort Garry, le quartier général ouest de la Compagnie de la Baie d'Hudson dans la colonie de la rivière Rouge. En juin, Southesk, se dirigeant vers l'ouest et au cours des sept mois suivants, l'expédition parcourt plus de 4 000 kilomètres à travers les prairies du nord jusqu'aux Rocheuses canadiennes. Le plan est de se diriger vers l'ouest hors de Fort Garry dans la Terre de Rupert, pour chasser les ours et les bisons. Il est arrivé à Fort Edmonton le 1er août. Au fort, il fait une pause pour acheter des chevaux, engage un guide métis appelé Antoine Blandoine et construit suffisamment de selles pour transporter sa tenue dans les montagnes à l'ouest de Cadomin afin de poursuivre les mouflons d'Amérique. Le voyage, au début de septembre, conduit l'expédition sur la rivière Athabasca jusqu'à la rivière McLeod et enfin, la rivière Medicine Tent, notant qu'il est maintenant dans un pays qu'"aucun Européen n'avait jamais vu, où les ours et les moutons sauvages sont abondants." L'expédition traverse ensuite le col Southesk, dans les plaines Kootenay de la vallée de la rivière Saskatchewan, dans l'actuelle Alberta. L'expédition suit la rivière Siffleur, traverse le col Pipestone et suit la rivière Pipestone jusqu'à la rivière Bow. Après avoir campé près de Cascade Mountain, le comte a presque croisé un autre explorateur, James Hector, à une époque où il y avait très peu d'Européens dans les Rocheuses canadiennes . Au cours de l'expédition, le comte de Southesk gravit une montagne, située 6 km au nord du mont Southesk et érige un cairn au sommet qui peut encore être vu aujourd'hui. Il a écrit dans son journal: "Je suis le premier Européen à avoir visité cette vallée, et si je peux avoir l'honneur géographique de donner mon nom à un endroit de la terre, je devrais choisir la montagne près de laquelle s'élèvent les deux fleuves" .
Pour l'expédition, il a employé un certain nombre de guides et d'éclaireurs métis ; James McKay, John McKay, George Klyne, John "Piscan" Munroe, Baptiste La Grace, James "Little Dog" Short, Antoine Blandion, Pierre Desnomme, Thomas Arinwakena et Duncan Robertson . Ces hommes étaient des chasseurs de buffles expérimentés. Au cours de ce voyage qui l'a conduit vers l'ouest, à Fort Edmonton et dans les Montagnes Rocheuses, il a commandé et recueilli plusieurs objets métis et autochtones .
Pendant son voyage, le comte reçoit un soutien considérable de la Compagnie de la Baie d'Hudson. Le gouverneur de la CBH, Sir George Simpson aide le comte à organiser des guides, des fournitures et des chevaux. Il lui remet une carte et demande aux employés de HBC de lui montrer «toutes les attentions».

## La collection Southesk au Royal Alberta Museum
Tout au long de l'expédition canadienne de 1859, Southesk a recueilli des objets fabriqués par des membres des Premières nations et des Métis qu'il a rencontrés au cours de ses voyages. Les artefacts sont rentrés chez eux avec Southesk au château de Kinnaird, le domaine familial en Écosse où ils sont restés pendant les 146 années suivantes, jusqu'en 2006, lorsque les descendants du comte les ont mis aux enchères chez Sotheby's à New York.
Le Musée royal de l'Alberta achète de nombreux articles mis en vente, pour 1,1 million de dollars . Bien que relativement petite, la collection Southesk est historiquement significative étant donné que les objets des plaines du nord datant des années 1850 sont rares et que de nombreux artefacts sont d'une qualité exceptionnelle. La collection comprend des œuvres d'au moins cinq cultures distinctes - Plains Cree, Blackfoot, Métis, Nakoda et Anishnaabe. L'actuel comte de Southesk a par la suite fait don de cinq articles supplémentaires liés à la collection .

## Publications

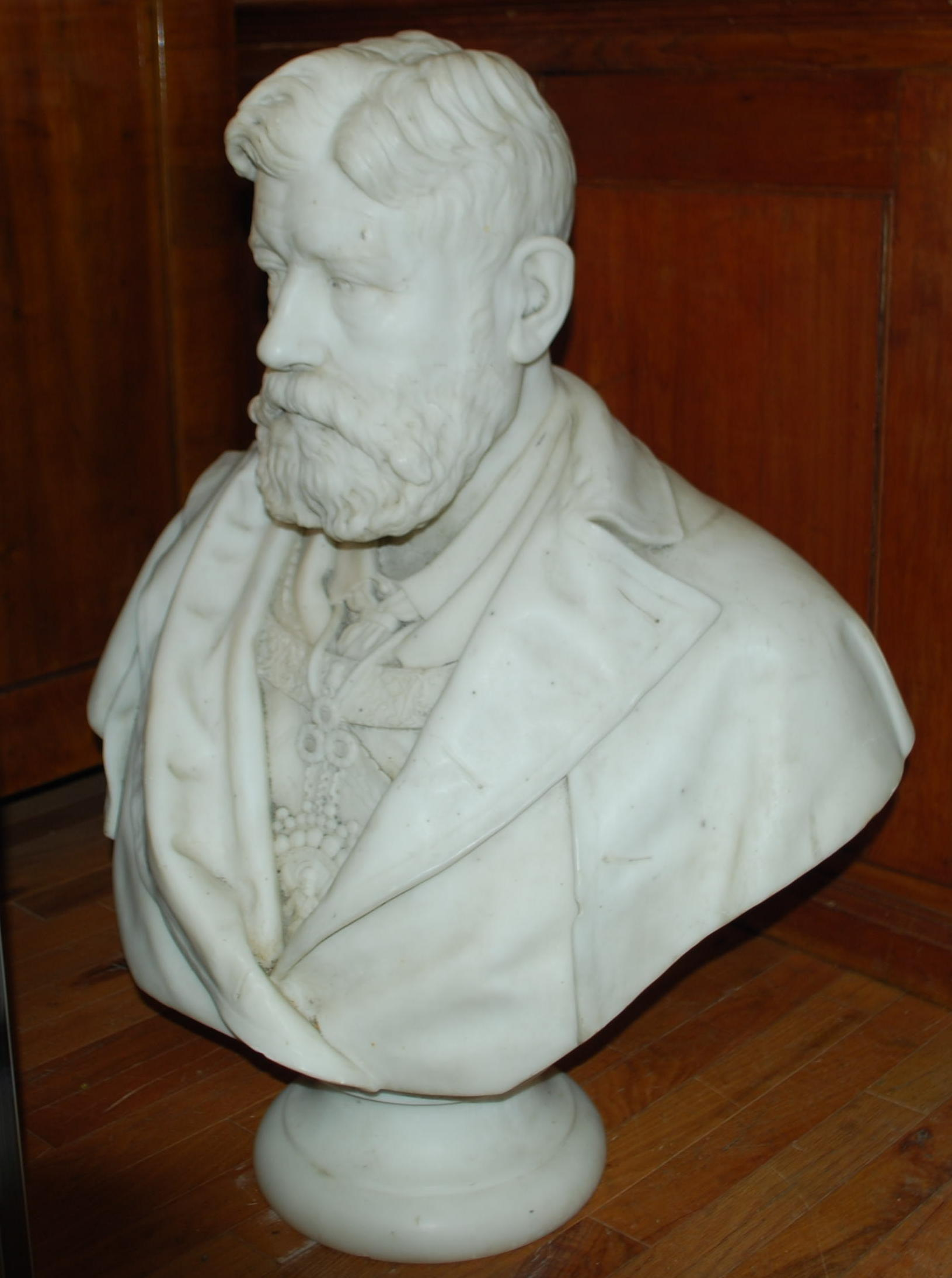
Buste du comte, par William Grant Stevenson

### Romans
- Herminius: une romance . (1862)
- Suomiria: un fantasme (1899) [9]

### Nouvelles
- Some Sort of Madness [extrait] (1982) [seulement comme par Earl of Southesk] [10]

### Non-fiction
- Saskatchewan et les montagnes Rocheuses: un journal intime et un récit de voyage, de sport et d'aventure, lors d'un voyage à travers les territoires de la Compagnie de la Baie d'Hudson, en 1859 et 1860. ( 1875 ) [11]
- Origines du symbolisme Pictish; avec des notes sur le sanglier et une nouvelle lecture des inscriptions Newton . (1893) [12]
- Les inscriptions Ogham d'Ecosse . (1885)
- Le paradis de l'art britannique; ou, Notes sur quelques photos de la Royal Academy, (1871)

### Poésie
- Lurida lumina. ( 1876 ) [13]
- L'enterrement d'Isis et d'autres poèmes . (1884) [14]
- Jonas Fisher, un poème en brun et blanc. ( 1875) [15]
- L'adieu de Greenwood et d'autres poèmes . ( 1876) [16]
- The Meda Maiden, et d'autres poèmes . (1877)

### Catalogue
- Catalogue de la collection de pierres précieuses anciennes formée par James, neuvième comte de Southesk, KT ; édité par sa fille Lady Helena Carnegie. ( 1908) [17]